# Municipio de Polk (condado de Ray)
El municipio de Polk (en inglés: Polk Township) es un municipio ubicado en el condado de Ray en el estado estadounidense de Misuri. En el año 2010 tenía una población de 4463 habitantes y una densidad poblacional de 30,62 personas por km².

## Geografía
El municipio de Polk se encuentra ubicado en las coordenadas 39°28′9″N 94°8′17″O / 39.46917, -94.13806. Según la Oficina del Censo de los Estados Unidos, el municipio tiene una superficie total de 145.77 km², de la cual 145.57 km² corresponden a tierra firme y (0.14%) 0.2 km² es agua.

## Demografía
Según el censo de 2010, había 4463 personas residiendo en el municipio de Polk. La densidad de población era de 30,62 hab./km². De los 4463 habitantes, el municipio de Polk estaba compuesto por el 97.22% blancos, el 0.25% eran afroamericanos, el 0.78% eran amerindios, el 0.09% eran asiáticos, el 0.04% eran isleños del Pacífico, el 0.29% eran de otras razas y el 1.32% pertenecían a dos o más razas. Del total de la población el 1.48% eran hispanos o latinos de cualquier raza.